# Jaramillo (Panama)
Pour les articles homonymes, voir Jaramillo.
Jaramillo est un corregimiento situé dans le district de Boquerón, province de Chiriquí, au Panama. En 2010, la localité comptait 2 655 habitants.